# Ли Хэвон
Ли Хэвон (24 апреля 1919 — 8 февраля 2020) — бывшая наследница корейской императорской династии Ли. Вторая дочь принца Ли Кана — пятого сына императора Коджона. Она, как и её брат Ли Сок и племянник Ли Вон, являлась официальными наследниками корейского престола. Ли Хэвон называла себя «императрицей Кореи в изгнании», но её притязания на престол не поддерживались обществом. Даже внутри семьи были распри по поводу главенства.

## Биография
Хэвон родилась во дворце Садонг[уточнить] — официальной королевской резиденции в Сеуле, росла во дворце Унхёнгун. В 1936 году окончила школу Кёнги и вышла замуж за Ли Сунгю (李昇圭). Во время Корейской войны его выкрали и насильно привезли в Северную Корею. У пары родились три сына и две дочери.
После смерти 16 июля 2005 года её двоюродного брата принца Хёна члены семьи Ли выбрали его приёмного сына Ли Вона в качестве следующей главы Корейского императорского дома и даровали титул наследного принца Кореи, наследованный от принца Хёна. Ли Хэвон оспорила притязания племянника на трон и объявила о реставрации Корейского императорского дома. Члены Ассоциации Корейской императорской фамилии, состоящей из 12 потомков династии Чосон[уточнить], организовали 29 сентября 2006 года коронацию Ли Хэвон. Её провозгласили Императрицей Кореи.
Коронацию Ли Хэвон не поддержали члены семьи. Титула «император» корейская императорская семья лишилась при императоре Сунджоне во время японской оккупации в середине XX века.